# Sherborne St John
Sherborne St John est une paroisse civile et un village du Hampshire, en Angleterre.